# Osmund
Osmund – imię męskie pochodzenia staroangielskiego, które oznacza "Bóg opiekun", od os — "god" i mund — "obrońca, opiekun". Por. Oskar, Oswald i Edmund. Patronem tego imienia jest św. Osmund, biskup Salisbury (XI wiek).
Osmund imieniny obchodzi 4 grudnia.